# Elmo Nüganen
Elmo Nüganen, né à Jõhvi (Estonie) le 15 février 1962, est un comédien, scénariste et réalisateur estonien.

## Filmographie partielle

### Comme réalisateur
- 2002 : Nimed marmortahvlil
- 2006 : Meeletu (téléfilm)
- 2015 : 1944

### Comme acteur

#### Au cinéma
- 2002 : Nimed marmortahvlil de lui-même
- 2013 : Tangerines de Zaza Urushadze

## Récompenses et distinctions
- ordre de l'Étoile blanche d'Estonie de 3e classe, 2000